# اسکی مارپیچ کوچک

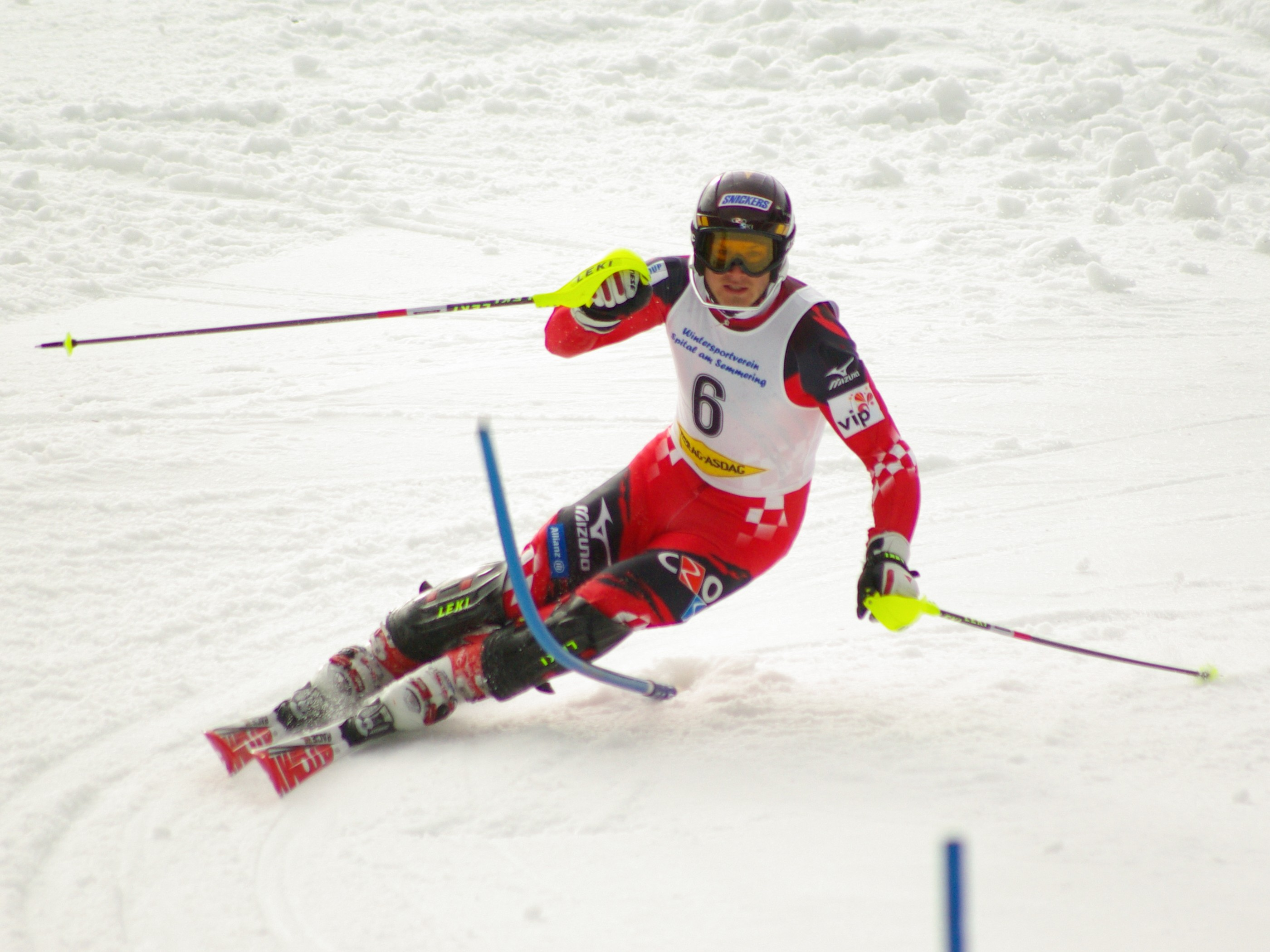
ناتکو زرنجیچ در حال رد کردن یکی از دروازه‌ها در مسابقه‌های جهانی زمرینگ در سال ۲۰۰۸

اسکی مارپیچ کوچک یا اسلالوم (به انگلیسی: Slalom skiing) یکی از رشته‌های ورزشی اسکی آلپاین است. این رشته کوتاه‌ترین مسیر را نسبت به دیگر رشته‌های آلپی مانند مارپیچ بزرگ و سوپر جی و اسکی سرعت دارد. دروازه‌های آن تنگ‌تر و پیچ‌های آن بسته‌تر از دیگر رشته‌ها است. هر شرکت‌کننده دو مسیر مختلف را در یک روز می‌پیماید و کسی که مجموع زمانش کم‌تر از دیگران باشد برنده می‌شود.
فاصله بین دروازه‌ها بر حسب redus اسکی همان شعاع پیچ اسکی تعیین می‌شوند در مارپیچ کوچک فاصله دروازه‌ها حدود ۱۵ تا ۱۸ متر است. طراحی مدل دروازه‌ها بدست مربی و بر اساس شیب پیست است.
عکس العمل در مارپیچ کوچک سریع تر بوده و حالت بلند بالاتنه صاف بوده و عکس‌العمل بیشتری دارند.